# 1948

## Esdeveniments
Països Catalans
- 30 de juliol - Al número 57 de la revista Pulgarcito es produeix la primera aparició conservada de Zipi i Zape, a la història "La caseta de baños", encara que Escobar ja havia publicat còmics similars abans.
- 10 de desembre, Barcelona: es publica la primera historieta de Doña Urraca de Jorge, al número 77 de Pulgarcito de l'Editorial Bruguera.
- Sant Vicenç de Castellet: es funda l'Esbart Dansaire Santvicentí.[1]

Resta del món
- Fred Hoyle formula, amb l'astrònom Thomas Gold i el matemàtic Hermann Bondi, la teoria de l'Univers quasiestacionari.[2]
- 4 de febrer, Sri Lanka: el país assoleix la independència del Regne Unit.[3]
- 15 de febrer, Paraguai: Natalicio González, del Partit Colorado, resulta elegit president.[4]
- 15 de febrer, Veneçuela: Rómulo Gallegos assumeix la presidència.
- 18 de febrer, Irlanda: Éamonn de Valera no és reelegit com taoiseach,[5] sent escollit John A. Costello.
- 25 de febrer, Txecoslovàquia: Hi triomfa el Cop de Praga, cop d'estat que implanta un règim comunista que durarà fins al 1989 (Revolució de Vellut).[6]
- 17 de març, Tractat de Brussel·les és un tractat internacional signat a la ciutat de Brussel·les per part de Bèlgica, França, Luxemburg, Països Baixos i el Regne Unit i que donà lloc a la Unió Europea Occidental (UEO).[3]
- 1 d'abril, Illes Fèroe (Dinamarca)ː Entra en vigor la llei d'autonomia de les Fèroe.
- 7 d'abril, Ginebra (Suïssa): constitució i primera reunió de L'Organització Mundial de la Salut (OMS) (WHO en el seu acrònim en anglès). Es una agència de l'Organització de les Nacions Unides (ONU) (Nacions Unides) amb seu a Ginebra (Suïssa) que actua com a autoritat coordinadora en temes de salut públicainternacional.[3]
- 16 d'abril, creació de l'OCDE.[3]
- 30 d'abril, Washington (EUA): creació de l' Organització dels Estats Americans (OEA).[3]
- 14 de maig, Mandat Britànic de Palestina, Declaració d'Independència d'Israel
- 15 d'agost, Creació de Corea del Sud, oficialment la República de Corea (en coreà 대한민국 Daehan Minguk, hanja: 大韓民國) país de l'Àsia que ocupa la regió meridional de la península de Corea.[3]
- 10 de desembre, seu de les Nacions Unides, Nova York: l'ONU hi proclama la Declaració Universal dels Drets Humans.

### Premis Nobel
| Camp                  | Guardonats            |
| --------------------- | --------------------- |
| Física                | - Patrick Blackett    |
| Química               | - Arne Tiselius       |
| Medicina o Fisiologia | - Paul Hermann Müller |
| Literatura            | - T.S. Eliot          |
| Pau                   | No atorgat            |

## Naixements
Països Catalans
- 4 de gener - Barcelona: Oriol Solé Sugranyes, activista revolucionari català.
- 10 de gener - Castelló de la Plana, Plana Alta: Guillermo Montesinos, actor valencià.
- 12 de gener - Palma, Mallorca: Carme Riera, escriptora mallorquina.[7]
- 31 de gener - Girona: Joaquim Nadal i Farreras, Alcalde de Girona i Conseller de Política Territorial i Obres Públiques de la Generalitat (2003 -2010).
- 6 de febrer - Barcelona: Encarnació Sanahuja i Yll, prehistoriadora i arqueòloga catalana.[8]
- 7 de febrer - Vilamacolum: Miquel Diumé i Vilà, periodista català.
- 26 de febrer - València, Horta: Rodolf Sirera Turó, traductor, guionista i dramaturg valencià.
- 15 de març - 
  - València, l'Horta: Ortifus, humorista gràfic valencià.
  - Terrassa: Dolors Palau Vacarisas, periodista catalana, especialitzada en l'àmbit de la cultura (m. 1991).[9]
- 24 d'abril - Barcelona: Júlia Costa i Coderch, narradora i poeta catalana.[10]
- 30 d'abril - Barcelona: Fradogo, pintor.
- 7 de maig - Verges, Baix Empordà: Lluís Llach i Grande, cantautor.[11]
- 13 de maig, Cardona: Àngela Gassó i Closa, política catalana que fou diputada al Parlament.[12]
- 15 de maig - Sallent, Bages: Jaume Sorribas i Garcia, actor català
- 21 de maig - Godella, l'Horta: Vicent Alonso i Catalina, assagista, poeta i traductor valencià.[13]
- 22 de maig - Barcelona: Pilar Viñas Torres –Jacinta–, és una cantant catalana.[14]
- 23 de maig - Terrassa: Àngels Poch i Comas, actriu catalana.[15]
- 26 de maig - Barcelona: Carme Nieto, futbolista pionera del futbol femení a Catalunya.[16]
- 30 de maig - Barcelona: Salvador Puig i Antich, activista autònom català, executat pel règim franquista (m. 1974).[17]
- 8 de juliol - Cervelló: Carles Camps Mundó, poeta català.
- 13 de juliol - Barcelona: Jorge Trías Sagnier, advocat i polític català (m. 2022).
- 14 de juliol - Bellpuig, l'Urgell: Isidor Cònsul i Giribet, editor i crític literari i escriptor català.
- 23 de juliol - Barcelona: Enric Cormenzana Bardas, pintor, dibuixant i gravador.
- 7 d'agost - Palma, Mallorca: Pau Riba i Romeva, cantant polifacètic.[18]
- 14 d'agost - Barcelona: Mercè Escardó i Bas, escriptora i bibliotecària catalana.[19]
- 30 d'agost - Girona: Josep Pau Garcia Castany, futbolista català (m. 2022).
- 24 de setembre - Barcelona: Jaume Sisa, cantautor català.
- 25 de setembre - Barcelona: Isabel Rodà de Llanza, epigrafista i arqueòloga catalana.[20]
- 10 d'octubre - Sant Vicent del Raspeig: Luísa Pastor Lillo, política valenciana, primera dona alcaldessa del seu municipi (m. 2018).[21]
- 14 d'octubre - Barcelona: Mercè Boada i Rovira, neuròloga catalana dedicada a les malalties neurodegeneratives, en especial a la malaltia d'Alzheimer.[22]
- 22 d'octubre - Rià, Conflent: Jean-Pierre Mas, compositor i pianista català.
- 23 d'octubre - Barcelona: Jordi Sabatés, pianista català.
- 27 de setembre - Mataró, Maresme: Joan Pera, actor de cinema i teatre català.
- 6 de novembre - Barcelona: Rosa Barba Casanovas, arquitecta, paisatgista i professora barcelonina (m. 2000).[23]
- 13 de novembre - Banyoles: Gemma Rigau i Oliver, filòloga i lingüista catalana.[24]
- 27 de novembre - Barcelona: Rosa Maria Martín i Ros, historiadora de l'art, especialitzada en l'estudi del teixit, el brodat i els ornaments litúrgics medievals.[25]
- 5 de novembre - Vila-sacra, Alt Empordà: Maria Josepa Arnall i Juan, investigadora i professora catalana (m. 2002).[26]
- 2 de desembre - Barcelona, Jorge Wagensberg, físic i museòleg català (m. 2018).[27]

Resta del món
- 3 de febrer:
  - Estocolm: Henning Mankell, escriptor suec
  - Wailakama, Baukau, Timor Oriental: Carlos Filipe Ximenes Belo, bisbe catòlic, Premi Nobel de la Pau de l'any 1996.
- 4 de febrer, Màlaga: Pepa Flores, actriu i cantant espanyola.[28]
- 19 de febrer, O Carballiño, Ourense: Ma Teresa Miras Portugal, científica espanyola, catedràtica de Bioquímica i Biologia molecular.[29]
- 20 de febrer, Nicòsia, Xipre: Christopher A. Pissarides, economista, Premi Nobel d'Economia de l'any 2010.
- 28 de febrer, Saint Louis, Missouri (EUA): Steven Chu, físic nord-americà, Premi Nobel de Física de l'any 1997.
- 4 de març, Los Angeles, Califòrnia (EUA): Lee Earle, conegut popularment com a James Ellroy, assagista escriptor de ficció de novel·la negraamericà.[30]
- 9 de març, 
  - Bra, Piemont, Itàlia: Emma Bonino, política italiana, diputada i ministra durant els governs de Prodi i d'Enrico Letta.[31]
  - Göttingen: Petra Deimer, biòloga marina alemanya i conservacionista implicada en la protecció dels cetacis.[32]
- 17 de març, Conway (Carolina del Sud), EUA: William Gibson, autor de novel·les de ciència-ficció. Un dels líders del moviment ciberpunk.
- 22 de març, Londres (Anglaterra): Andrew Lloyd Webber, Baró Lloyd-Webber, compositor de teatre musical britànic[33]
- 30 de març, S. Cruz de Tenerife: Ana María Crespo de Las Casas, biòloga espanyola, professora, acadèmica de la RAC.[34]
- 31 de març, Washington DC, Estats Units: Al Gore, polític estatunidenc.[3]
- 1 d'abril, Tunísia: Hélé Béji, professora de Literatura, assessora de la UNESCO, escriptora i presidenta del Collège International de Tunis.[35]
- 9 d'abril, Metz (França): Bernard-Marie Koltès, dramaturg francès.(m. 1989).[36]
- 11 d'abril - Zbójno Władysław Lisewski, polític polonès.
- 13 d'abril: Michael Hammer: enginyer nord-americà, conegut com un dels fundadors de la teoria de gestió de la reenginyeria de processos d'empresarials.
- 18 d'abril, Nova York: Catherine Malfitano, soprano estatunidenca.[37]
- 21 d'abril, París: Claire Denis, directora de cinema francesa.[38]
- 23 d'abril, Verneuil-sur-Avre, França: Pascal Quignard, escriptor francès, Premi Goncourt de l'any 2002.[39]
- 28 d'abril:
  - Beaconsfield, EUA: Terry Pratchett, escriptor anglès (m. 2015).[30]
  - Filadèlfia, Pennsilvània, EUA: Karl Barry Sharpless, químic nord-americà, Premi Nobel de Química de l'any 2001.
- 15 de maig, Woodbridge (Anglaterra): Brian Eno, teclista i compositor de música electrònica.[40]
- 19 de maig, Spanish Town, Jamaica: Grace Jones, cantant, compositora, supermodel, productora i actriu jamaicana.[41]
- 28 de maig, Elsene, Bèlgica: Pierre Rapsat, cantautor belga.
- 31 de maig, Stanislav, URSS: Svetlana Aleksiévitx, escriptora belarussa, Premi Nobel de Literatura de l'any 2015.[42]
- 9 de juny, Nàpols: Costanzo Di Girolamo, filòleg romanista italià (m. 2022).
- 21 de juny, Aldershot (Anglaterra): Ian McEwan, novel·lista i guionistaanglès.[43]
- 23 de juny, Torí: Lucetta Scaraffia, historiadora i periodista italiana, reclama un tracte igualitari de l'Església a homes i dones en tots els àmbits.[44]
- 28 de juny, Memphis, Tennessee: Kathy Bates, actriu de teatre i cinema nord-americana.[45]
- 6 de juliol, São Paulo, Brasil: Arnaldo Dias Baptista, músic i compositor brasiler de música rock.
- 18 de juliol, Ludwigsburg, Baden-Wüttemberg (Alemanya): Harmut Michel, bioquímic alemany, Premi Nobel de Química de l'any 1988.[46]
- 19 de juliol, Tianzhen, Shanxi (Xina): Wang Qishan, polític xinès, alcalde de Pequín (2003-2007), vicepresident de la Republica Popular de la Xina.[47]
- 3 de setembre, Rostov del Don: Lyudmila Karachkina, astrònoma ucraïnesa.[48]
- 15 de setembre, Feldkirch (Vorarlberg), Àustria: Haimo Leopold Handl, politòleg, editor, artista i escriptor austríac.
- 20 de setembre, Bayonne (Nova Jersey, EUA): George R. R. Martin, escriptor creador de la sèrie de llibres en què es basa la sèrie televisiva Joc de Trons.[49]
- 26 de setembre, Cambridge, Anglaterra: Olivia Newton-John, cantant i actriu Britànic-Australiana-Estatunidenca.
- 6 d'octubre, Belfast, Irlanda del Nord: Gerry Adams, polític nord-irlandès, representant de Belfast Oest al Parlament del Regne Unit i president del Sinn Féin.[50]
- 8 d'octubre, Queens, Nova York (EUA): Johnny Ramone, guitarrista i compositor nord-americà, conegut sobretot per ser guitarrista del grup punk The Ramones (m. 2004).[51]
- 9 d'octubre, Londres, Anglaterra: Oliver Hart, economista americà, Premi Nobel d'Economia 2016.[52]
- 27 d'octubre, Baltimore, Maryland, EUA: Bernie Wrightson, dibuixant de còmics especialitzat en el gènere de terror (m. 2017).
- 11 d'octubre, El Pardo, Espanya: Cecilia, cantautora espanyola (m. 1976).[53]
- 5 de novembre, Wilkes-Barre, Pennsilvània, EUA): William Daniel Phillips, físic nord-americà, Premi Nobel de Física de l'any 1997.
- 11 de novembre - Madrid: Victoria Prego, periodista espanyola (m. 2024).
- 18 de novembre, L'Havana: Ana Mendieta, artista cubana (m. 1985).[54]
- 26 de novembre, Hobart, Tasmània, Austràlia: Elizabeth Blackburn, metgessa i bioquímica australiana, Premi Nobel de Medicina o Fisiologia de l'any 2009.[55]
- 8 de desembre - Buenos Aires, Argentina: Luis Caffarelli, matemàtic argentí-estatunidenc, Premi Abel de 2023.
- 9 de desembre - Managua: Gioconda Belli, escriptora i revolucionària nicaragüenca.[56]
- 21 de desembre, Washington D.C. (EUA): Samuel L. Jackson, actor.[57]
- 27 de desembre, Châteauroux, Indre, França: Gerard Depardieu, actor francès.[58]
- 29 de desembre, Liverpool, Anglaterra: Edward Hugh, economista anglès.
- 31 de desembre, Boston, Estats Units: Donna Summer, cantant i compositora musical afroamericana.[59]
- París: Hervé Loilier, pintor francès.
- Mataro: Perecoll, artista
- Desert del Nègueb: Salim Alafenisch, escriptor palestí.
- Freetown: Dele Charley, escriptor

## Necrològiques
Països Catalans
- 3 de gener - Girona: Carme Auguet Comalada, mestra gironina fundadora de l'escola pública més antiga de la ciutat, l'Escola Eiximenis.[60]
- 23 de gener - Banyoles, Pla de l'Estany: Joaquim Pecanins i Fàbregas, músic català (64 anys).[61]
- 4 de març - Barcelona: Anna Durà Batlle –Anna Aguilar–, pianista i pedagoga catalana.[62]
- 25 de desembre - Prada de Conflent, Conflent: Pompeu Fabra i Poch, filòleg català, principal impulsor de la reforma ortogràfica (80 anys).

Resta del món
- 30 de gener - Nova Delhi, Delhi, l'Índia: Mohandas Karamchand Gandhi, conegut com a Mahatma Gandhi, independentista indi, líder de la resistència pacífica.
- 26 de febrer - Brescia, Itàlia: Virginia Guerrini, mezzosoprano italiana (n. 1871).[63]
- 4 de març - Cambridge: Elsa Brändström, infermera i filantropa sueca, coneguda com l'«Àngel de Sibèria» (n. 1888).[64]
- 24 de març - Estocolm: Sigrid Hjertén, pintora sueca, adscrita a l'expressionisme (n. 1885).[65]
- 19 de maig, Mèxic: Julia Álvarez Resano, mestra, advocada, política socialista navarresa (n.1903).[66]
- 29 de maig - Beverly Hills, Califòrnia: May Whitty, actriu anglesa, eminentment de teatre (n. 1865).[67]
- 10 de juny - Brighton: Philippa Fawcett, matemàtica i educadora anglesa (n.1868).[68]
- 12 de juny - La Corunya: Celia Brañas, científica gallega pionera. (n. 1880).[69]
- 5 de juliol - Neuilly-sur-Seine (França): Georges Bernanos, escriptor francès (n. 1888).[70]
- 21 de juliol - Connecticut, EUA: Arshile Gorky, pintor abstracte armeni (n. 1904).[71]
- 30 de juliol - República de Florència: Clarice Orsini, noble italiana de la Casa de Mèdici.[72]
- 3 d'agost - Nova York: Rózsa Schwimmer, pacifista i feminista hongaresa (n. 1877).[73]
- 30 d'agost - Nova York: Alice Salomon, reformadora social alemanya i pionera del treball social com a disciplina acadèmica (n. 1872).[74]
- 1 de setembre - Saló: Giuseppina Cobelli, soprano italiana (n. 1898).[75]
- 3 de setembre --Sezimovo Ústi (República Txeca): Edvard Beneš, polític txec, segon President de la República Txeca (n. 1884).[76]
- 17 de setembre - Nova York: Ruth Benedict, antropòloga nord-americana (n. 1887).[77]
- 22 de setembre, Washington, DC: Florence Merriam Bailey, ornitòloga nord-americana i escriptora, autora de la primera guia d'ocells moderna il·lustrada (n. 1863).[78]
- 24 d'octubre - Bad Ischl, Àustria: Franz Lehár, compositor austríac d'origen hongarès (78 anys).
- 5 de novembre, Tànger: Marga d'Andurain, aventurera, presumpta criminal (n.1893).[79]
- 2 de desembre - París: Germaine Gargallo, model pictòrica de molts artistes (n. 1880).[80]
- 9 de desembre - Buenos Aires: María Luisa Navarro Margati, pedagoga espanyola i defensora dels drets de les dones.[81]
- 23 de desembre - Tòquio (Japó): Hideki Tojo, polític i militar de l'Imperi del Japó executat a la forca (n. 1884).[82]
- 30 de desembre: Rosina Buckman, soprano